# Клитос
Клитос или Хайдарли (на гръцки: Κλείτος, до 1927 Χαϊδαρλή, Хайдарли) е село в Гърция, в дем Кожани, област Западна Македония. Селото е закрито заради разработване на въглищна мина.

## География
Клитос е разположено в югозападното подножие на планината Каракамен (Вермио) на 22 km югоизточно от Кайляри (Птолемаида) и на 22 km североизточно от Кожани (Козани).

## История

### Праистория, Античност и Средновековие
Край селото са разкрити две съседни праисторически селища - Клитос 1 и Клитос 2, като хронологично обхващат края на VI и V хилядолетие пр.н.е., тост късният неолит. Открити са останки от дългогодишно обитаване на района, както през средната и късната бронзова епоха, така и през елинистическия, римския и ранновизантийския период.

### В Османската империя
В края на XIX век Хайдарли е турско село в Кайлярска каза (Джума) на Османската империя. В „Етнография на вилаетите Адрианопол, Монастир и Салоника“, издадена в Константинопол в 1878 година и отразяваща статистиката на населението от 1873 година, Ас Тарли (Ass tarli) е посочено като село в каза Джумали с 15 домакинства и 42 жители мюсюлмани.
Според статистиката на Васил Кънчов („Македония. Етнография и статистика“) през 1900 година в Хайдарли има 250 турци.
На Етнографската карта на Битолския вилает на Картографския институт в София от 1901 година Хайдерли е чисто турско село в Кайлярската каза на Серфидженския санджак с 20 къщи.
Според статистика на Серфидженския санджак на гръцкото консулство в Еласона от 1904 година в Хайдарли (Χαϊδαρλή), Кайлярска каза, живеят 650 турци.

### В Гърция
През Балканската война в 1912 година в селото влизат гръцки части и след Междусъюзническата в 1913 година остава в Гърция. В 1913 година селото има 939 жители. През 1920-те години населението му се изселва в Турция и на негово място са настанени понтийски гърци бежанци от Турция. В 1928 година селото е изцяло бежанско с 202 семейства и 834 жители бежанци.
През 1927 името на селото е сменено на Клитос. Селото традиционно произвежда жито, тютюн и картофи.
| Име                           | Име             | Ново име     | Ново име    | Описание                   |
| ----------------------------- | --------------- | ------------ | ----------- | -------------------------- |
| Фетфалар                      | Φετφαλάρ        | Воскотопос   | Βοσκότοπος  | местност на ЮИ от Клитос   |
| Караагач                      | Καραγάτς        | Птелеја      | Πτελέα      | местност на Ю от Клитос    |
| Кабер Дереси или Кобер Дереси | Κόμπερ Ντερεσί  | Критопотамос | Ξηροπόταμος | река на СИ от Клитос       |
| Саръгьол                      | Σαρί Γκιόλ      | Валтос       | Βάλτος      | бивше блато на Ю от Клитос |
| Чаири                         | Τσαΐρια         | Ливадия      | Λιβάδια     | местност на Ю от Клитос    |
| Централен канал               | Κεντρικό Κανάλι | Авлаки       | Αύλάκι      | канал на ЮЗ от Клитос      |
| Кайнаци                       | Καϊνάκια        | Пигиес       | Πηγές       | местност на Ю от Клитос    |

Селото е закрито заради разработването на лигнитната мина в района, а жителите му в 2000 - 2003 година се местят в Неос Клитос.
| Година    | 1913 | 1920 | 1928 | 1940 | 1951 | 1961 | 1971 | 1981 | 1991 | 2001 | 2011 | 2021 |
| --------- | ---- | ---- | ---- | ---- | ---- | ---- | ---- | ---- | ---- | ---- | ---- | ---- |
| Население | 939  | 1011 | 662  | 1022 | 1118 | 1017 | 848  | 888  | 1063 | 1251 | 1    | 0    |

## Личности
Родени в Клитос
- Костас Карапанайотидис (р. 1955), гръцки певец и политик